# Aegiochus synopthalma
Aegiochus synopthalma är en kräftdjursart som först beskrevs av Richardson 1909.  Aegiochus synopthalma ingår i släktet Aegiochus och familjen Aegidae. Inga underarter finns listade i Catalogue of Life.